# Варгатюк Петро Логвинович
Петро́ Логви́нович Варгатю́к (1919—2000) — радянський і український історик, доктор історичних наук, професор, краєзнавець, дослідник історії Криворіжжя.

## Життєпис
Народився 1919 року в селі Берестівець Уманського повіту Київської губернії (сучасний Уманський район, Черкаська область).
1935 року закінчив навчання у місцевій семирічній школі, разом із сім'єю переїхав на Криворіжжя. Влаштувався працювати робітником-хронометражистом; відробив рік на руднику ім. Ф. Е. Дзержинського,
1938 року закінчив криворізьку середню школу № 27; стає першокурсником історичного факультету Київського педагогічного університету. Однак нацистсько-радянська війна внесла корективи — евакуйований.
1942 році закінчив Середньоазійський університет, одночасно працював лаборантом на воєнній кафедрі. Здобув освіту, працював за спеціальністю; деякий час займав посаду завідувача навчальної частини і викладача у Великонаринській середній школі. 1942 року вступив до лав ЧА; направлений до Харківського військового училища хімічного захисту — на той час знаходилось в Ташкенті.
По закінченню навчання у липні 1944 року направлений на фронт. Займав посаду начальника хімічної служби полку. Брав участь в боях на території Прибалтики, воював в складі 43-ї Тартуської дивізії 42-ї армії. Пройшов шлях від командира взводу до командира роти. По завершенню війни кілька місяців займав посаду начальника хімічної служби полку — був передислокований до Приволзького воєнного округу.
У лютому 1946 року демобілізувався та розпочав викладацьку діяльність в Криворізькому педагогічному інституті. Був асистентом, старшим викладачем (1950—1951), доцентом, завідувачем кафедри марксизму-ленінізму (1951—1954 та 1958—1975 роки), заступником ректора з навчальної та наукової роботи (1954—1958).
1951 року захистив дисертацію «Більшовицька організація Катеринослава в роки нового революційного піднесення (1912—1914)» на здобуття наукового ступеня кандидата історичних наук.
1952 — присвоєно вчене звання доцента.
1969 року за його сприяння побачив світ перший путівник по Криворіжжю.
1970 року захистив дисертацію на здобуття наукового ступеня доктора історичних наук «В. І. Ленін і діяльність більшовицьких організацій Донбасу, Придніпров'я, Криворіжжя в дожовтневий період (1894—1917)» у Київському державному університеті імені Т. Г. Шевченка.
1972 — присвоєно вчене звання професора.
1972 року за вагомі наукові й професійні здобутки, активну участь у громадському житті міста Кривого Рогу ім'я П. Л. Варгатюка було занесено до Книги трудової слави Кривбасу.
1975—1991 — працював науковим співробітником республіканського Інституту історії партії.
1976—1987 — член редколегії наукового періодичного видання «Український історичний журнал»
За роки наукової діяльності особисто та в співавторстві написав більше 400 наукових праць, 30 з них — монографічні дослідження як то: «В. І. Ленін і Катеринославська більшовицька організація», «В. І. Ленін і більшовицькі організації України в Жовтневій революції», «В полум'ї трьох революцій», «Партії великої загін» «Забуті події та імена: із історії більшовицьких організацій України в дожовтневий період» співавтор П. М. Шморгун, 1990. Його студії друкувались в «Українському історичному журналі», був автором кількох статей в «Українській Радянській Енциклопедії» — керував написанням криворізького розділу до фундаментальної праці «Історія міст і сіл України. Дніпропетровська область», «Радянській енциклопедії історії України». Був заступником редактора енциклопедичного довідника «Великий Жовтень і громадянська війна на Україні» (1987). Склав путівник «Криворіжжя» (1969), у співавторстві — науково-популярні видання «Рудна скарбниця Півдня» (1966), «Кривому Рогу — 200» (1975).
Друкувався у рубриці «Ріднокрай» газети «Червоний гірник», розповів про першого дослідника криворізьких залізорудних покладів О. М. Поля, оприлюднив записки В. Зуєва кінця XVIII століття. Довів, що датою заснування Кривого Рогу слід вважати 8 травня 1775 року. Однак полеміка науковців і краєзнавців щодо дати заснування Кривого Рогу триває.
П. Л. Варгатюка нагороджено орденами «Знак пошани», «Жовтневої революції», Великої Вітчизняної війни 2-го ступеню, медалями. 1970 року йому присвоєно звання заслуженого працівника вищої освіти УРСР.
31 липня 2000 року помер у Києві.